# 에릭 헐리
에릭 헐리(Eric William Hurley, 1985년 9월 17일 ~ )는 미국 프로 야구 선수이다. 2004년 신인 드래프트 1라운드 30픽으로 텍사스 레인저스에 입단했다. 1라운더로써 텍사스 관계자와 팬들에게 기대를 한 몸에 받았지만, 2008년에 기록한 24.2이닝 방어율 5.47의 성적만 남기고 고질적인 어깨부상과 수술로 2009년, 2010년 시즌 모두 아웃되며 전력에서 이탈했다. 2011년 LA 에인절스, 2012년 미네소타 트윈스와 마이너 계약하면서 재기를 노렸지만 잇따라 팀에서 방출되었다. 미네소타에서는 어깨이상 소견이 발견되어 영입된지 한달도 안된 시점에서 방출되고 말았다.

## 통산 기록
| 년도 | 팀  | 경기수 | 선발 | 완투 | 완봉 | 이닝 | 피안타 | 자책점 | 피홈런 | 볼넷 | 삼진 | 승 | 패 | 세이브 | 홀드 | 블론 | WHIP | 방어율 |
| 2008 | TEX | 0      | 0    | 0    | 0    | 0    | 0      | 0      | 0      | 0    | 0    | 0  | 0  | 0      | 0    | .000 | .000 | .000   |
| 통산 |     | 0      | 0    | 0    | 0    | 0    | 0      | 0      | 0      | 0    | 0    | 0  | 0  | 0      | 0    | .000 | .000 | .000   |